# Wasserturm (Merken)

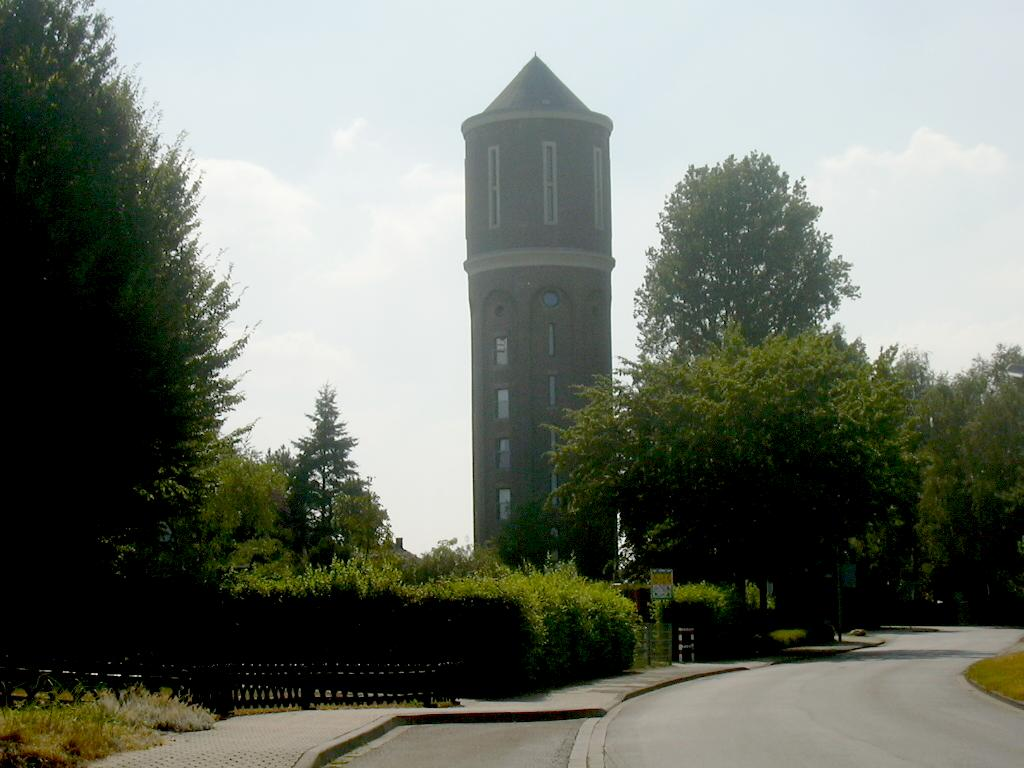
Der Wasserturm

Der Wasserturm steht in Dürener Stadtteil Merken, Nordrhein-Westfalen, an der Ecke Roermonder Straße / Quirinusstraße, und wurde um 1930 erbaut.
Der zylindrische Turm aus Backstein hat Betongliederungen. Im Unterbau hat der Wasserturm rundbogige Lisenen. Im Inneren war ein Wasserbehälter aus Stahlbeton.
Der ehemalige Wasserturm wird heute als Wohnhaus genutzt.
Das Bauwerk ist unter Nr. 11/001 in die Denkmalliste der Stadt Düren eingetragen.